# 齐燕铭

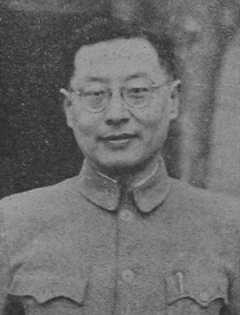
齊燕銘近照

齐燕铭（1907年—1978年10月21日），原名振勳，後以爲字，又名震，早年刻印偶署石臣，笔名有齐鲁、田在东、叶之余等，斋名尊闻受虚之室，蒙古族，齐利特氏，本屬内蒙古鑲藍旗，北京人，中华人民共和国政治人物、文学家、历史学家、篆刻家，曾任中共中央统战部副部长、中国人民政治协商会议全国委员会秘书长、中华人民共和国文化部副部长。

## 生平
1924年入中国大学预科，后转国语系，1930年6月毕业。此后曾任教于北平大同中学、光华女中、保定第六中学、北平中法大学、中国大学等校。1932年到1937年期间曾随吴承仕治史学、训诂学，并研究文学史。1933年任中国大学讲师。1935年起开始参加中国共产党领导的革命活动。一二·九运动前后加入新学联，主编《盍旦》、《时代文化》杂志。1938年2月加入中国共产党。抗日战争期间历任鲁西北《抗战日报》主编及政治干部学校教务长，冀南主任公署太行办事处主任，1940年后任延安中央研究院研究员。中央党校教务处的文教科长，他还组织有票友性质的“大众文艺研究社”。1943年创作新编平剧《逼上梁山》，任导演，并饰林冲，受毛泽东高度评价。1945年初参与创作京剧《三打祝家庄》
抗日战争结束后，随中国共产党代表团赴重庆、南京，任代表团秘书长，后又任中共中央城市工作部秘书长，中共中央统一战线工作部秘书长。中华人民共和国成立后，历任中国共产党出席中国人民政治协商会议第一届全体会议候补代表，第一、二、三届全国人民代表大会代表，中共中央统战部副部长，中央人民政府办公厅主任，政务院副秘书长，国务院副秘书长，总理办公室主任，其间1955年曾患重病休养。1957年开始主持古籍整理规划小组。逐渐在身体条件上已不堪繁重的机关管理事务。1959年底文化部副部长兼党组书记钱俊瑞免职，1960年初由齐燕铭接任文化部副部长兼党组书记。1962年时齐燕铭暂时回国务院工作一段时间，周恩来曾建议他留在自己身边，不要再回文化部，但他执意返回。1964年中宣部整风。1966年4月任济南市副市长。1967年1月受群众运动冲击离职。1974年9月复出，担任中国科学院及国家计委经济研究所顾问、第五届全国政协秘书长、中共中央统战部副部长、中国社会科学院顾问。期间，仍十分关心文艺事业，先后发表了《旧剧革命划时期的开端——革命京剧〈逼上梁山〉是怎样创作的》、《延安创作革命京剧〈逼上梁山〉的经验》等论文。
1978年病逝。

## 著作
- 中國文學史略，1937年
- 齐燕铭纪念文集，2006年
- 齐燕铭印谱，1982年
- 齐燕铭书法篆刻选集，2008年